# 渡邉このみ
渡邉 このみ（わたなべ このみ、2006年〈平成18年〉7月25日 - ）は、日本の元子役・タレント。大阪府出身。元ワタナベエンターテインメント所属。以前はオフィスピーナッツ所属で、提携プロダクションがアイランド プロモーションだった。

## 経歴
2011年（平成23年）、演技未経験ながら映画『八日目の蝉』に井上真央演じる主人公の幼少期・薫役で出演し、子役としてデビュー。同映画での演技で、2012年第35回日本アカデミー賞新人俳優賞を史上最年少で受賞した。
2015年（平成27年）のNHK連続テレビ小説『まれ』で土屋太鳳演じるヒロイン・津村希の幼少期（5歳時）を演じた。2016年（平成28年）のNHK連続テレビ小説『べっぴんさん』で再び芳根京子演じるヒロイン・坂東すみれの幼少期のちに、すみれの孫を演じる。
2019年、契約満了を期に事務所を退所。芸能生活を一時引退した。表向きは「学業に専念したい」という形だったが、本人は後に当時を振り返り、作中で虐待を受けるような役を多く引き受けていたことで精神面で悪影響を受けたことに加え、周囲の関係者から高圧的な態度を受けたりセクハラされたりといったことが重なったこと、さらに両親が離婚したこともあって、「このままでは自分がパンクする」と考え引退を決めたと語っている。同年に単身マレーシアへ留学。2022年（令和4年）6月26日に放送されたTokyo FMのラジオ番組に、引退後に初のメディア出演をして明らかとなった。
2020年、コロナ禍で日本に帰国。2022年7月に起業をサポートする事業、alchemi株式会社を千代田区に設立し起業家となる。
2024年、Miss Teen International 日本大会においてグランプリを獲得。パンパシフィック代表となる。

## 出演

### 映画
- 八日目の蟬（2011年4月29日、松竹） - 秋山恵理菜 / 宮田薫（幼少期） 役
- 大奥〜永遠〜［右衛門佐・綱吉篇］（2012年12月22日、松竹 / アスミック・エース） - 松姫 役
- ストレイヤーズ・クロニクル（2015年6月27日、ワーナー・ブラザース映画） - 玄馬沙耶（幼少期） 役
- 少女（2016年10月8日、東映） - 桜井由紀（幼少期）役
- 火花（2017年11月23日、東宝）
- 本を綴る（2023年12月1日、アークエンタテインメント）
- 私の卒業-第6期-「80年後のあなたへ」（2025年5月16日、The icon）- 山川ひまり 役[16][17]

### テレビドラマ
- 生きてるだけでなんくるないさ（2011年8月20日、日本テレビ） - 石嶺そら 役
- 水戸黄門 第43部 第1話（2011年7月4日、TBS） - 桑畑はな 役
- バラ色の聖戦（2011年9月4日 - 10月9日、テレビ朝日） - 三木愛理 役
- 宮部みゆきミステリー パーフェクト・ブルー 第7話（2012年11月19日、TBS） - 西岡亜美 役
- ダブル・ミーニング Yes or No?（2013年3月1日、関西テレビ） - 富市まりあ 役
- ハクション大魔王（2013年11月17日、フジテレビ） - アクビ 役[18]
- 明日、ママがいない（2014年1月15日 -  3月12日、日本テレビ） - ボンビ / 優衣子 役
- 俺のダンディズム 第7話（2014年5月28日、テレビ東京） - 美麗 役
- おそろし〜三島屋変調百物語 第2・最終話（2014年9月6日・27日、NHK BSプレミアム） - おたか（少女期） 役
- なぜ少女は記憶を失わなければならなかったのか?〜心の科学者・成海朔の挑戦〜（2014年10月1日、日本テレビ） - 菜央 役
- ママとパパが生きる理由。（2014年11月20日 - 12月18日、TBS） - 吉岡亜衣 役[19]
- 永遠の0（2015年2月15日、テレビ東京） - 宮部清子 役
- 硝子の葦〜garasu no ashi〜（2015年2月21日 - 3月14日、WOWOW） - 佐野まゆみ 役[20]
- 連続テレビ小説（NHK）
  - まれ（2015年3月30日 - 9月26日、NHK総合テレビ） - 津村希（5歳時） 役
  - べっぴんさん（2016年10月3日 - 4月1日、NHK総合テレビ） - 坂東すみれ（幼少期） 役・村田藍 役（二役）
- 刑事7人 第8話（2015年9月2日、テレビ朝日） - 野口夏波 役
- ザ・ドライバー（2015年10月11日、テレビ朝日） - 間宮結衣 役[21]
- エンジェル・ハート（2015年10月11日 - 12月6日、日本テレビ） - ミキ 役[22]
- 大河ドラマ（NHK）
  - 西郷どん（2018年） ‐ 岩山糸（幼少期） 役
- 越路吹雪物語（2018年1月、テレビ朝日） - 河野真佐子 役
- 警視庁捜査資料管理室 (仮)（2018年） ‐ 明石結佳 役

### ラジオドラマ
- FMシアター『きみを待つピアノ』（2017年1月28日、NHK FM） - かなで 役
- 青春アドベンチャー 『きりしたん算用記』（2017年5月8日 - 12日、NHK FM）

### CM
- ロッテ ガーナミルクチョコレート（2012年1月 - ）[23][24]
- NTTdocomo walk with you（2012年5月 - ）[25]
- サントリー ボス レインボーマウンテンブレンド 「宇宙人ジョーンズの地球調査シリーズ」（2012年7月 - ）
- 小学館 小学一年生（2013年1月 - ）
- ÆON ドラえもんの恵方巻（2013年2月 - ）
- ECC ECCジュニア[26]（2013年）　※2014年10月からは、MBSラジオの時報前に流れるCMに登場。
- JAバンクあいち（2014年 - ）[27]
- ハシモト「フィットちゃんランドセル」（2017年 - ）

### ラジオCM
- 都市綜研インベストファンド みんなで大家さん（2012年1月 - ）[28]

### PV
- chay 「はじめての気持ち」（2012年10月24日）

### イベント
- Hulu×BBCコンテンツ配信記念イベント（2012年2月17日、イギリス大使館）[29]
- Smaile Kid's COLLECTION 2012（2012年7月8日、Zepp Namba）
- TOKYO GIRLS COLLECTION in NAGOYA（2012年9月1日、ナゴヤドーム）[30]

### 雑誌
- 小学館 小学一年生 2013年度表紙モデル[31]

## ディスコグラフィ

### シングル
|            | 発売日        | タイトル                                   | 販売生産番号 | 販売生産番号 | 最高位 |
| 初回限定盤 | 発売日        | タイトル                                   | 通常盤       |              | 最高位 |
| ---------- | ------------- | ------------------------------------------ | ------------ | ------------ | ------ |
| 1st        | 2013年5月22日 | だい・だい・だいすき!たい・たい・たいせつ! | -            | HIPP-1001    |        |

## 受賞歴
- 第35回日本アカデミー賞（2012年） 新人俳優賞（『八日目の蝉』）[32]